# Spono Eagles
Spono Eagles ist ein Schweizer Frauen-Handballclub aus Nottwil im Kanton Luzern. 2015 wurde der Vereinsname von Spono Nottwil in Spono Eagles geändert.

## Geschichte
Die Anfänge des Vereins, der als Turn- und Leichtathletikverein gegründet wurde, reichen bis in das Jahr 1971 zurück. Spono leitet sich von SPOrt NOttwil ab. Schon 1974 wurde als Ausgleich Handball gespielt, und 1977 wurde das erste Frauen-Team zusammengestellt. 1979 übernahm Beat Sidler das Traineramt und führte das Team 1981 in die 2. Liga und 1982 direkt in die 1. Liga. Schon 1988 stand Spono Nottwil in der höchsten Schweizer Liga, der NLA. Nach 20 Jahren als Trainer übergab Beat Sidler seinem Nachfolger Guido Frei eine Spitzenmannschaft. Bis 2002 bestand der Verein aus den beiden Abteilungen Turnverein und Handball. Im selben Jahr wurden daraus zwei eigenständige Vereine gegründet.

## Erfolge

Altes Logo

2000 feierte man den ersten Schweizer Meistertitel. Im Jahr darauf folgte das Double. 2006 folgte der dritte Meistertitel. 2011 und 2013 feierte man den zweiten und dritten Cupsieg. Seit 1991 ist das Team auch regelmässig im Europacup vertreten. 2000, 2001 und 2006 nahm es sogar an der Champions League teil.
- Schweizer Meister 2000, 2001, 2006, 2016, 2018, 2022
- Schweizer Cupsieger 2001, 2011, 2013, 2018, 2019, 2025